# عدنان عدوس
عدنان عدوس (انگلیسی: Adnan Adous؛ زاده ۲۶ سپتامبر ۱۹۸۷) یک بازیکن فوتبال اهل اردن است.
وی همچنین در تیم ملی فوتبال اردن بازی کرده است.